# Villa Meyer

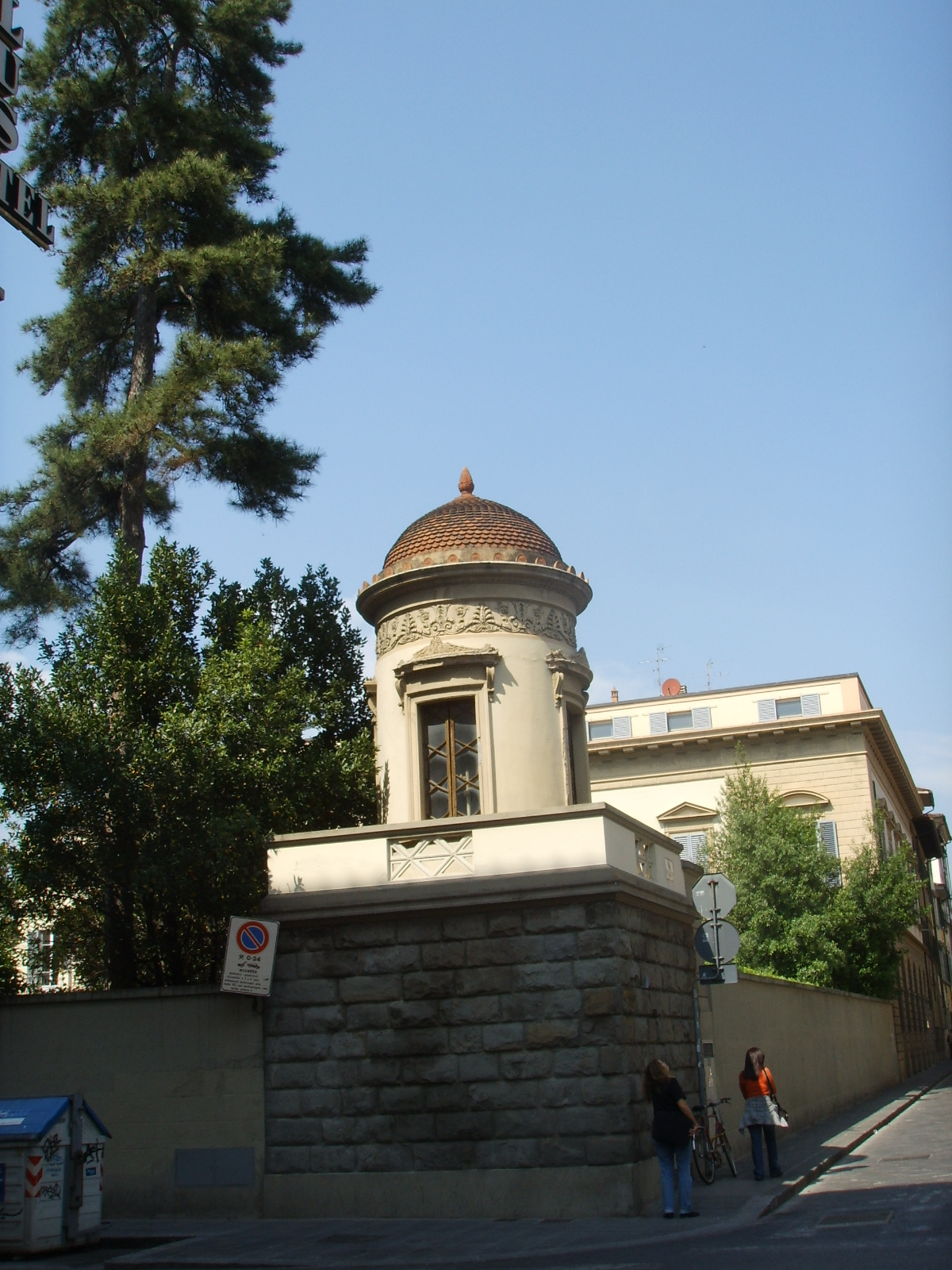
Il "torrino" di villa Meyer

Villa Meyer è un edificio del centro storico di Firenze, situato in via Santa Reparata 43, angolo via Ventisette Aprile.

## Storia e descrizione
Si tratta di una vera e propria villa, su via Ventisette Aprile arretrata rispetto al fronte stradale, con un ampio giardino antistante e segnata, all'angolo con via Santa Reparata, da un tempietto rotondo posto in posizione soprelevata rispetto al muro di cinta, riccamente ornato. Su via Santa Reparata il corpo di fabbrica si mostra per l'estensione di sei assi per due piani. 
Nella carte antiche, quali la pianta del Buonsignori, si vede un edificio lungo via Santa Reparata, ben prima del taglio di via Ventisette Aprile, che sostanzialmente ha una pianta simile a quello odierno, dotato di un giardino laterale. Alcuni indizi nella cartografia antica e una testimonianza dell'erudito Giuseppe Bencivenni Pelli fanno credere che qui sorgesse il "casino del Campaccio", dove don Antonio de' Medici aveva messo su una fonderia e una tipografia. 
Secondo quanto riportato nel repertorio di Bargellini e Guarnieri, nel 1875 la villa era di proprietà dei principi russi Droutzkoy Sokolinskay, per i quali possiamo ipotizzare fosse stata fatta la ricostruzione in chiave moderna e nobiliare della villa. Era poi passata nel 1887 a Giovanni Meyer, il fondatore dell'ospedale pediatrico Meyer, e quindi nel 1909 ai Cohen Lumbroso. Questi l'avrebbero poi venduta nel 1920 alla Società Elettrica del Valdarno. Al tempo di Bargellini, vuotata quasi completamente, stava per diventare "il deposito di una cooperativa di consumo", probabilmente la Unicoop Firenze che ancora oggi la occupa con i suoi uffici. Negli anni settanta del Novecento, il fabbricato delle antiche scuderie, venne raccordato al corpo su via Ventisette Aprile da un progetto di Leonardo Savioli.
L'interno ha alcune sale con pregevoli decorazioni ottocentesche.